# هوبي باكر
هوبي باكر (بالإنجليزية: Hobey Baker)‏ (و. 1892 – 1918 م) هو لاعب هوكي الجليد، ولاعب كرة قدم أمريكية، وطيار  أمريكي، ولد في مقاطعة مونتغومري، مركز لعبه هو جناح ‏، توفي في تول، عن عمر يناهز 26 عاماً.

## التعليم
تعلم في جامعة برنستون، وتعلم في St. Paul's School (New Hampshire) ‏
.

## جوائز
حصل على جوائز منها:
- صليب الحرب 1914-1918 (فرنسا)
- قاعة مشاهير الهوكي